# 吴应韶
吴应韶，江西南昌人，是一名清朝政治人物。
吴应韶曾于1802年接替童德本任福建永安县知县一职，1805由纪树宝接任。